# Ništavi ugovori
Ništav ili zabranjen (apsolutno ništav) ugovor je onaj ugovor koji sadrži stavke koje su protivne prinudnim propisima, običajima, javnom poretku i moralu, tj. ništav ugovor je prazno slovo na papiru. On ne proizvodi nikako pravno dejstvo.
Za njih je karakteristično što prividno ispunjavaju sve uslove važećeg ugovora ali ih konkretna zakonska odredba čini ništavim.
Na ništave ugovore može se pozivati svako zainteresovano lice, a to su pre svega ugovorene strane kao i sva lica koja su u stanju da pokažu interes za taj akt.
U teoriji se može napraviti razlika između dve vrste ugovora:
- nepostojeći
- apsolutno ništavi ugovori u užem smislu

### Nepostojeći ugovori
Kod ovih ugovora nedostaje neki od bitnih uslova ili elemenata koji su gradivni deo ugovora pa ovi ugovori ni ne mogu nastati.Za razliku od ništavih ugovora, kod ove vrste ugovora se ne može govoriti o prestanku važnosti jer ovi ugovori nisu ni nastali.

### Apsolutno ništavi ugovori u užem smislu
Ovi ugovori imaju sve bitne elemente za nastanak i njihova ništavost proizilazi iz nekog spoljašnjeg razloga, koji čini neki bitan, gradivni element ugovora, nedopuštenim.
O ovakvim ugovorima vodi računa sud i drugi nadležni organi i bilo koje lice može da ukaže sudu na njihovu ništavost.

## Obim i posledice ništavosti
Ugovor može biti ništav delimično ili u potpunosti.
Ukoliko su samo neke odredbe ugovora ništave, ugovor se ne proglašava ništavim ukoliko može da opstane bez ništave odredbe, osim u slučaju kada je ta ništava odredba uslov samog ugovora.U slučaju da je ništavost ustanovljena da bi se iz ugovora izbacile ništave odredbe i ugovor bio važeći bez njih, ugovor ostaje na snazi.
Ništavi ugovori povlače sa sobom brojne pravne posledice u zavisnosti od toga do kog stepena su ugovorene obaveze izvršene-delimično ili u potpunosti ili uopšte nisu izvršene.Neke od tih posledica mogu biti: povratak u prethodno stanje (restitucija) tj povraćaj onoga što je neopravdano oduzeto ili naknada učinjene štete.Naknadu učinjene štete može da zahteva samo oštećena, savesna strana tj. ona koja nije znala, niti je mogla da zna za ništavost.
Pravo na podnošenje tužbe ima ona strana koja nije znala za razlog apsolutne ništavosti i ono nije podložno zastarelosti ali nijedna strana ne može da traži da se ugovor prinudno ispuni ukoliko je on ništav a sve ono što je učinjeno pre nego što se ustanovilo da je ugovor ništav, učinjeno je bez osnova i može se tražiti povraćaj jer je do pravno neosnovanog sticanja dobri jedne strane došlo usled oštećenja druge strane.U nekim slučajevima ukoliko izvršenje ugovora predstavlja krivično delo može doći do oduzimanja imovine u korist države.

## Konverzija ništavih ugovora
Ništavost pojedinih odredbi ugovora može povući sa sobom i ništavost celog ugovora, ali isto tako te odredbe se mogu smatrati ništavim, a da bitni delovi ugovora budu važeći tj. da imaju pravnu snagu. Zbog toga se utvrđuje da li bi ugovor bio potpisan i bez stavki koje su ništave. Međutim, ako je jedan ništav ugovor uslov za punovažnost nekog drugog ugovora, onda će taj drugi ugovor važiti ukoliko se utvrdi da su ugovarači znali za ništavost prvog ugovora tj.onog na kome se zasniva njihov ugovor i ukoliko je on u saglasnosti sa ciljem koji su ugovarači imali prilikom zaključenja ugovora.
U tom slučaju nastupa konverzija odnosno pretvaranje ništavog ugovora u drugi važeći ugovor koji obe stranke prihvataju.
Konverzija najčešće nastaje kada su ugovarači nevešti u sklapanju ugovora ili su neobavešteni o uslovima potrebnim za nastanak ugovora i njegovu pravnu snagu, pa sačine ugovor koji prema svom zakonskom tekstu u stvari nije ni nastao.
Konverzija se uglavnom javlja kod nepostojećih a ne kod ništavih ugovora jer ono što je protivno propisima ili moralu ne može biti važeće bez obzira na konkretnu vrstu ugovora.